# Giuseppe Antonio Caccioli
Pour les articles homonymes, voir Caccioli.

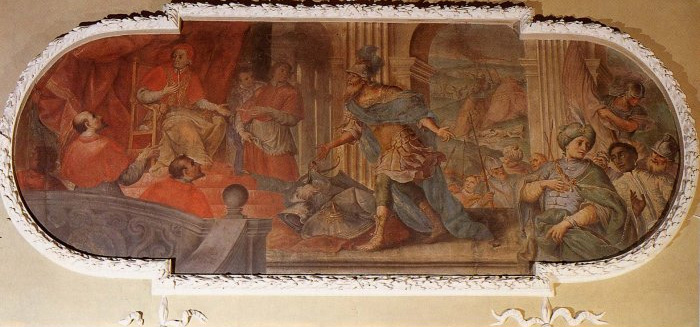
Mario Scoto et le pape Léon III.

Giuseppe Antonio Caccioli, né à Bologne le 18 octobre 1672 et mort dans cette même ville le 20 juillet 1740, est un peintre italien.

## Histoire
Fils de Giovanni Battista Caccioli, il est orphelin à l'âge de 3 ans et confié à des tuteurs. Il témoigne rapidement d'une disposition naturelle envers la peinture.
Il épouse une dénommée Rosa Teresa Fontana avec laquelle il a deux enfants de sexe masculin. 
Après trois années passées au service du prince Louis de Baden en Allemagne avec Pietro Francesco Farina, il retourne à Bologne où il peint la façade du Foro della Mercanzia, une chapelle de l'Arte dei falegnami, une chapelle de la corporation des notaires et la paroi du dessus de l'autel de l'église San Gabriello.
Après la mort de Antonio Rolli en 1695, il fut choisi pour peindre l'église San Paolo. Dans un premier temps les Quatre Parties du monde sur les quatre parois, puis il a continué à peindre la coupole, le chœur et enfin les deux grandes chapelles latérales. 
Il a aussi peint tous les ovales de la sacristie avec des scènes de la vie de saint Joseph et, à l'extérieur, une fresque de La Sainte famille. Il peint ensuite l'église des orphelins de San Bartolomeo di Reno avec la Vierge de la pluie.
En 1713, il se rend à Florence où il peint la salle de bal du palais du sénateur Tempi.  Le 20 mai 1714 de retour à Bologne, il  peint tous les petits ovales de la sacristie et le hall de l'église San Francesco. En 1721, il se rend à Asti pour peindre l'église San Martino.
Il retourne ensuite définitivement à Bologne, où il meurt à l'âge de 67 ans. Il est enterré dans la paroisse santa Maria Maggiore.

## Œuvres
- Mario Scoto ramène le pape Léon III au Saint-siège de Rome et Galeazzo et Taddeo Marescotti libérant Annibale Bentivoglio de la Rocca di Varano, Palais Marescotti Brazzetti, Bologne.
- Portrait du cardinal Raniero Marescotti.
- Fresques des deux nefs de la cathédrale, Trente.
- Décoration à tempera de la nef, au-dessus de la porte du Collegio del Ritiro delle Dame, Bologne

Parmi ses œuvres diverses, il a peint les pièces de la maison des Giovagnoni, l'oratoire de la confrérie della Purità, une chapelle de San Petronio, l'autel de l'église Santo Stefano et Maurizi et une porte de la confrérie de la Charité.